# 南和順站
南和順站（：／ Namhwasun yeok */?）曾經为韩国铁路和順線上的一座鐵路站，位于全罗南道和順郡和順邑，启用时间不详，已于1974年废止。